# Ружини
Ружини (пол. Różyny, нім. Rosenberg) — село в Польщі, у гміні Пщулки Ґданського повіту Поморського воєводства.
Населення — 1103 особи (2011).

## Демографія
Демографічна структура станом на 31 березня 2011 року:
|          | Загалом | Допрацездатний вік | Працездатний вік | Постпрацездатний вік |
| -------- | ------- | ------------------ | ---------------- | -------------------- |
| Чоловіки | 552     | 112                | 400              | 40                   |
| Жінки    | 551     | 128                | 339              | 84                   |
| Разом    | 1103    | 240                | 739              | 124                  |